# Hitachiota
Hitachiōta (Japans: 常陸太田市, Hitachiōta-shi) is een stad in de prefectuur Ibaraki op het eiland Honshu in Japan. De stad heeft een oppervlakte van 372,01 km² en medio 2008 bijna 58.000 inwoners.

## Geschiedenis
Op 15 juli 1954 werd Hitachiōta een stad (shi) nadat 6 dorpen en de gemeente Ōta waren samengevoegd.
Op 1 december 2004 werden de stad Kanasago (金砂郷町, Kanasagō-machi) en de dorpen Satomi (里美村, Satomi-mura) en Suifu (水府村, Suifu-mura) aan Hitachiōta toegevoegd. Daarmee verdrievoudigde het oppervlak en kwamen er ongeveer 20.000 inwoners bij.

## Verkeer
Hitachiōta ligt aan de Suigun-lijn van de East Japan Railway Company.
Hitachiōta ligt aan de Jōban-autosnelweg en aan de autowegen 293 en 349.

## Stedenbanden
Hitachiōta heeft een stedenband met
- La Trinidad, Filipijnen
- Yuyao, Volksrepubliek China
- Hunchun, Volksrepubliek China

## Aangrenzende steden
- Hitachi
- Takahagi
- Hitachiōmiya
- Naka